# کفشدوزک کونکسا
کفشدوزک کونکسا (نام علمی: Eriopis connexa) نام یک گونه از تیره کفشدوزکان است. این گونه بیشتر در آمریکای جنوبی گسترش دارد.